# Опатовски окръг
Опатовски окръг (на полски: Powiat opatowski) е окръг в Югоизточна Полша, Швентокшиско войводство. Заема площ от 910,90 км2. Административен център е град Опатов.

## География
Окръгът се намира в историческия регион Малополша. Разположен е в североизточната част на войводството.

## Население
Населението на окръга възлиза на 55 413 души (2012 г.). Гъстотата е 61 души/км2.

## Административно деление
Административно окръгът е разделен на 8 общини.
Градско-селски общини:
- Община Ожаров
- Община Опатов

Селски общини:
- Община Бачковице
- Община Иваниска
- Община Липник
- Община Садове
- Община Тарлов
- Община Войчеховице

## Фотогалерия
- Ожаров
- Опатов